# Tawlina jarzębolistna
Tawlina jarzębolistna, tawlina jarzębinowa, sorbaria jarzębinowa, tawulec jarzębolistny (Sorbaria sorbifolia (L.) A.Br.) – gatunek krzewu z rodziny różowatych. Pochodzi z północnej i północno-wschodniej Azji, rozprzestrzeniła się także jako gatunek zawleczony w Ameryce Północnej i Europie. Jest uprawiany w Ameryce Północnej i Europie (również w Polsce) jako roślina ozdobna.

## Morfologia

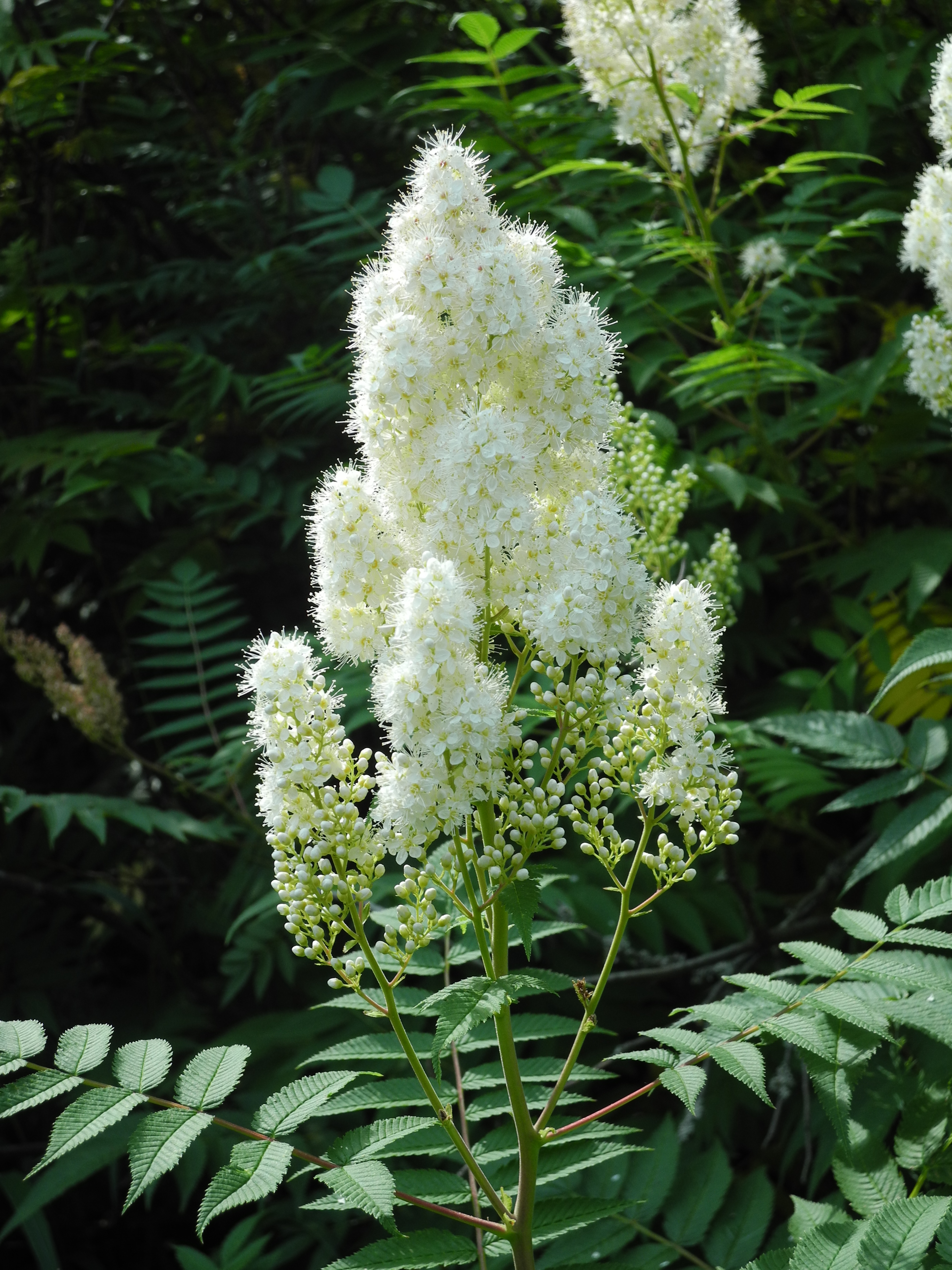
Kwiatostan

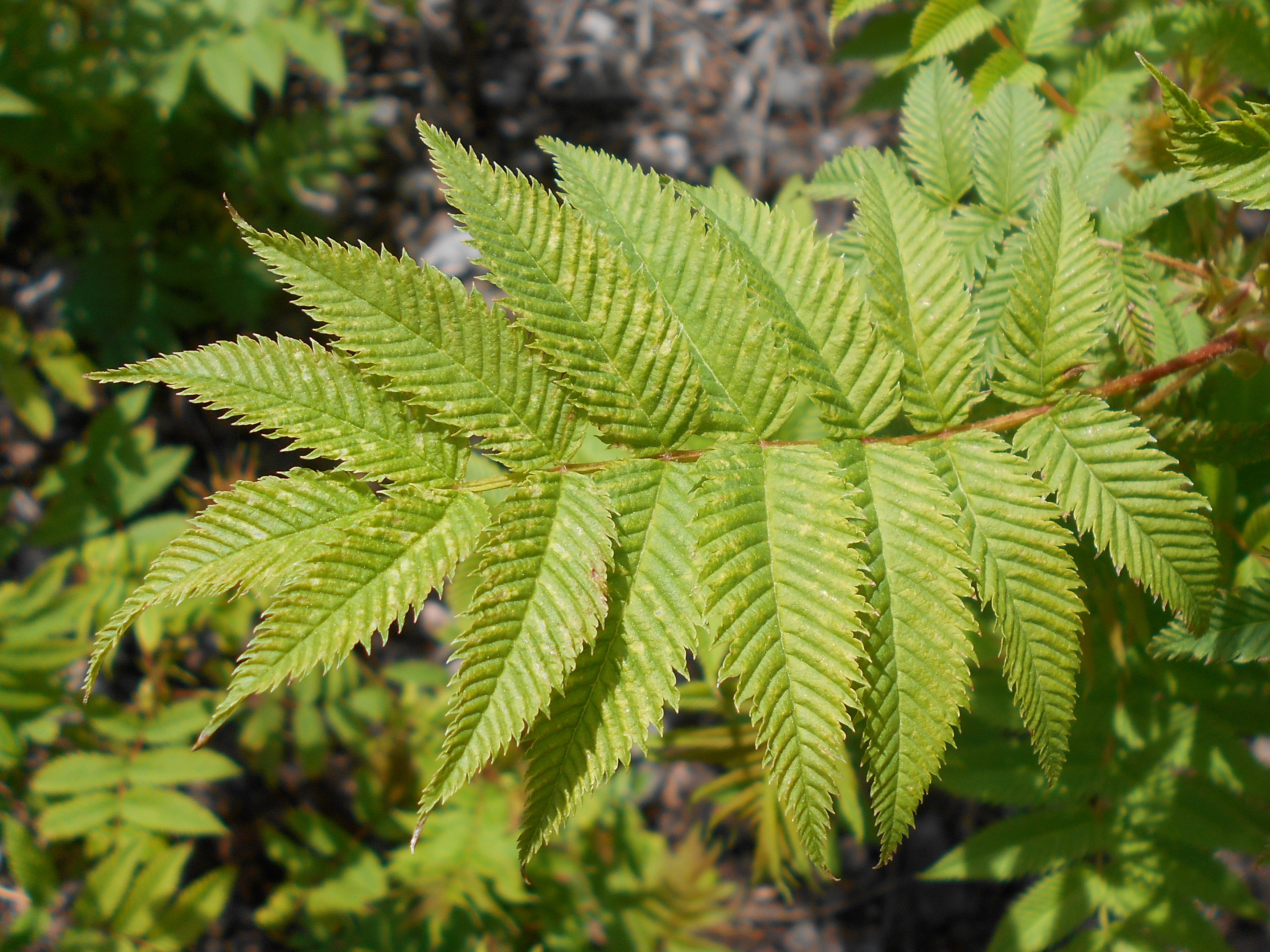
Liść

PokrójSilnie rozrastający się krzew, dorastający do 2 m wysokości. Wytwarza odrośla.
ŁodygaPędy grube i dość sztywne. Drewnieją tylko w dolnej części.
LiścieZłożone z 13-23 lancetowatych, zaostrzonych, podwójnie piłkowanych listków. Listek szczytowy przeważnie większy od pozostałych, przylistki przeważnie występują.
KwiatyBiałe, drobne, średnicy około 6 mm, zebrane na końcach pędów w duże, gęste, stożkowate wiechy, długości do 25 cm. Kielich 5-działkowy, korona 5-płatkowa, 5 słupków i liczne pręciki. Kwitnie w drugiej połowie czerwca i na początku lipca.
OwocMieszek.

## Zastosowanie
Roślina ozdobna. Jest pospolicie u nas uprawiana. Ma małe wymagania glebowe. Jest polecana do nasadzeń parkowych i w zieleni osiedlowej. Jest wytrzymała na mróz i suszę. Aby ograniczyć jej wzrost zaleca się przycinanie jej zimą. Rozmnaża się z nasion, przez podział późną jesienią lub przez sadzonki.